# Old Enough (Nickelback)
Old Enough è il secondo singolo pubblicato dai Nickelback, proveniente dall'album The State. Old Enough è uscito in Canada e negli Stati Uniti nell'ottobre del 2000.

## Tracce
1. Old Enough – 2:45
2. Leader of Men (live unplugged)

## Formazione
- Chad Kroeger - voce, chitarra solista
- Ryan Peake - chitarra ritmica, seconda voce
- Mike Kroeger - basso
- Ryan Vikedal - batteria, percussioni